# Relazione costitutiva (meccanica)
In fisica, le relazioni costitutive (dette anche equazioni costitutive, leggi costitutive o legami costitutivi) sono leggi che descrivono il comportamento tipico di alcuni materiali. Un esempio è la legge di Stokes, che caratterizza un fluido viscoso. Altri esempi sono le equazioni di stato per i diversi materiali, come il gas perfetto.
In contrapposizione, per esempio, le equazioni di bilancio sono invece comuni a tutti i materiali. 
Le leggi di Navier, per esempio, nascono dall'unione tra le equazioni di bilancio e due leggi costitutive: la legge di Stokes e la legge di Fourier. Più in generale, in fisica, le equazioni costitutive sono relazioni tra quantità fisiche (spesso descritte da tensori) che sono specifiche del materiale o sostanza e non derivano da bilanci generali.

## Caratteristiche
Le relazioni costitutive rappresentano un modello teorico che traduce in termini matematici le caratteristiche fenomenologiche del comportamento di un materiale. In pratica, le relazioni costitutive definiscono diverse classi di materiali ideali che rappresentano un modello di comportamento per i materiali reali. Più precisamente, esse sono rappresentative di particolari comportamenti ideali (elastico, plastico, viscoso, ecc.) che i diversi materiali possono seguire in determinate circostanze.
La prima relazione costitutiva (Ut tensio, sic vis) fu scoperta da Hooke nel XVII secolo ed è nota come legge di Hooke. Essa tratta il caso di materiali elastici lineari ed è ancora oggi, in forma generalizzata, la più utilizzata nella risoluzione dei problemi ingegneristici. Fu Antonio Signorini che per primo formalizzò, agli inizi del XX secolo, il concetto di legge costitutiva come relazione indipendente dalle relazioni di bilancio e specifico del particolare materiale del corpo. Nella sua moderna accezione, il concetto è legato alla formalizzazione data da Walter Noll nel 1954.
In meccanica del continuo sono possibili tre tipi di relazioni costitutive:
- vincoli cinematici interni sulle possibili deformazioni che il corpo può subire (ad esempio, un vincolo di rigidità o di incompressibilità);
- assunzioni sulla forma dello stato tensionale interno (ad esempio, l'assioma di Cauchy o l'assunzione che le tensioni siano solo di tipo idrostatico);
- generali relazioni di legame tra lo stato di sollecitazione e di deformazione del corpo.

Tra le altre, rientrano in queste ultime le relazioni costitutive 
- dei materiali elastici e iperelastici,
- dei fluidi di Stokes e dei fluidi newtoniani

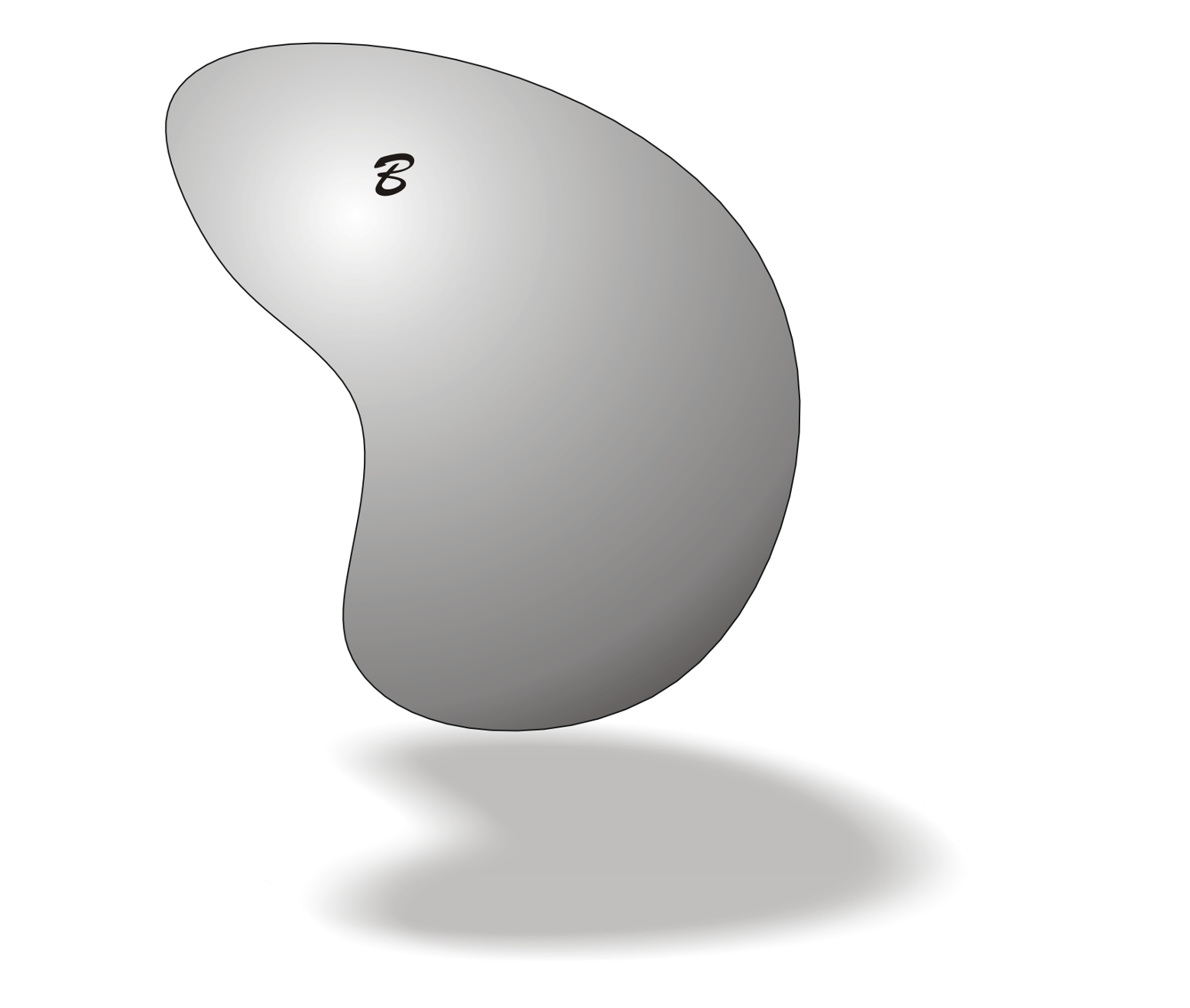
Continuo tridimensionale di Cauchy

- dei materiali elasto-plastici
- dei materiali viscosi.

## Teoria dei legami costitutivi
Le relazioni costitutive possono essere di tipo fenomenologico oppure derivare da un generale approccio assiomatico che si inquadra nell'ambito della teoria dei legami costitutivi proposta da Noll. Essa specifica le restrizioni fondamentali cui i legami devono sottostare al fine di essere fisicamente significativi, cioè in accordo con la realtà fisica delle osservazioni sperimentali. La teoria dei legami costitutivi rappresenta uno dei capitoli più complessi dello studio della meccanica dei corpi continui.
Le restrizioni fisiche della teoria dei legami costitutivi sono espresse da Noll attraverso tre importanti assiomi:
assioma di determinismoLo stato di sollecitazione {\displaystyle \mathbf {T} } di un punto P al tempo t è determinato dalla storia passata del moto {\displaystyle {\boldsymbol {\chi }}_{t}} di tutti i punti del corpo fino all'istante considerato, cioè
{\displaystyle \mathbf {T} (\mathbf {x} ,t)=\mathbb {T} \left({\boldsymbol {\chi }}_{t},\mathbf {X} ,t\right)}
assioma di azione localela storia del moto di punti posti a distanza finita dal punto P non interviene nella relazione costitutive del punto P, cioè lo stato di sollecitazione nel punto P è definita solo dalla storia del moto di punti appartenenti ad un intorno di P.
assioma di obiettività (o indifferenza materiale)il comportamento di un materiale risulta indipendente dal particolare sistema di riferimento (l'osservatore) in cui si studia il moto, cioè le equazioni costitutive sono invarianti rispetto a rotazioni rigide del sistema.

### Materiali semplici
In particolare, sono detti materiali semplici quei materiali per i quali la storia del moto dei punti dell'intorno di P sia rappresentata semplicemente dalla storia del gradiente del moto {\displaystyle \mathbf {F} _{t}} in P e per i quali, sulla base dell'assioma di azione locale, le relazioni costitutive sono riconducibili alla forma
{\displaystyle \mathbf {T} (\mathbf {x} ,t)=\mathbb {T} \left(\mathbf {F} _{t},\mathbf {X} ,t\right)}
La classe dei materiali semplici abbraccia la quasi totalità dei materiali di interesse fisico ed ingegneristico. Si dimostra che, posta la decomposizione polare del gradiente della deformazione {\displaystyle \mathbf {F} =\mathbf {R} \mathbf {U} }, la validità dell'assioma di obbiettività porta ad articolare il legame costitutivo di materiali semplici nella forma ridotta
{\displaystyle \mathbf {T} (\mathbf {x} ,t)=\mathbf {R} (t)\;\mathbb {T} \left(\mathbf {U} _{t},\mathbf {X} \right)\;\mathbf {R} ^{t}(t)}
cioè lo stato tensionale dipende dalla storia passata del tensore destro della deformazione {\displaystyle \mathbf {U} _{t}} e dal valore attuale del tensore della rotazione {\displaystyle \mathbf {R} (t)}, e non può dipendere esplicitamente dal parametro temporale. Tali rappresentazioni del legame costitutivo fanno sempre riferimento al tensore delle tensioni di Cauchy. Una equivalente rappresentazione ridotta dei legame costitutivi di materiali semplici coerente con i postulati di Noll è anche la seguente
{\displaystyle {\tilde {\mathbf {T} }}(\mathbf {X} ,t)={\tilde {\mathbb {T} }}\left(\mathbf {E} _{t},\mathbf {X} \right)}
in termini del IIo tensore nominale delle tensioni di Piola-Kirchhoff {\displaystyle {\tilde {\mathbf {T} }}} e della storia passata del tensore della deformazione di Green {\displaystyle \mathbf {E} _{t}}. Un materiale si dice inoltre omogeneo se nella relazioni costitutive si possa omettere la dipendenza esplicita dalla posizione {\displaystyle \mathbf {X} }. Nel prosieguo si farà riferimento solo a materiali semplici ed omogenei.

### Vincoli cinematici interni
Vincoli cinematici interni sulle possibili deformazioni del corpo continuo sono rappresentati da relazioni scalari (o sistemi di relazioni scalari) in termini dei descrittori della deformazione del tipo
{\displaystyle \beta \left(\mathbf {F} \right)=0}
o nelle forme ridotte equivalenti
{\displaystyle \beta \left(\mathbf {U} \right)=0\;\;\;\Leftrightarrow \;\;\;\beta \left(\mathbf {E} \right)=0}
In presenza di vincoli interni l'assioma di determinismo per materiali semplici si precisa dicendo che:

lo stato di tensione è determinato dalla storia dello stato di deformazione a meno di un tensore arbitrario la cui potenza è nulla in tutti i movimenti compatibili con il vincolo, cioè
{\displaystyle \mathbf {T} (\mathbf {x} ,t)=\mathbf {N} +\mathbb {T} \left(\mathbf {F} _{t}\right)\;\;,\;\;\mathbf {N} \cdot \mathbf {D} =0}
dove {\displaystyle \mathbf {D} } è il tensore velocità di deformazione definito come la derivata temporale del tensore destro della deformazione nella configurazione attuale
{\displaystyle \mathbf {D} =\left.{\tfrac {\partial }{\partial \tau }}\mathbf {U} (\tau )\right|_{\tau =t}}
L'aliquota tensionale {\displaystyle \mathbf {N} } è indeterminata a livello di equazione costitutiva e il suo valore deve potersi determinare attraverso i principi generali di bilancio e le condizioni al contorno imposta al corpo.

#### Vincolo di incompressibilità
Il vincolo di incompressibilità impone che durante il moto rimanga invariato il volume di qualsiasi parte del corpo (moto isocorico). Esso si traduce nelle relazioni
{\displaystyle det(\mathbf {F} )=1}
Si dimostra in tal caso che lo stato tensionale è ricondicibile alla forma
{\displaystyle \mathbf {T} (\mathbf {x} ,t)=-p\,\mathbf {I} +\mathbb {T} \left(\mathbf {F} _{t}\right)\;\;,\;\;\mathbf {N} \cdot \mathbf {D} =0}
dove il termine idrostatico {\displaystyle \mathbf {N} =p\,\mathbf {I} } è funzione di uno scalare arbitrario {\displaystyle p} chiamato pressione indeterminata o pressione idrostatica.

### Il gruppo delle isotropie
La proprietà di isotropia riflette simmetrie nella struttura molecolare della materia e porta ad una drastica riduzione nella forma dei legami costitutivi di un materiale.  Essa è formalizzata considerando una stessa particella materiale che, a partire da due diverse configurazioni iniziali {\displaystyle {\mathcal {K}}({\mathcal {B}})} e {\displaystyle {\tilde {\mathcal {K}}}({\mathcal {B}})}, sia sottoposta ad una identica storia di deformazione. Se la risposta prodotta, cioè lo stato tensionale attinto al tempo t, è identica, allora si dice che la particella è isotropa rispetto alla trasformazione
{\displaystyle {\tilde {\mathbf {X} }}={\tilde {\mathbf {X} }}({\mathbf {X} })}
di passaggio dalla configurazione {\displaystyle {\mathcal {K}}({\mathcal {B}})} alla configurazione {\displaystyle {\tilde {\mathcal {K}}}({\mathcal {B}})}. In altre parole, in tal caso la particella materiale nella configurazione {\displaystyle {\mathcal {K}}({\mathcal {B}})} è indistinguibile, nella sua risposta, dalla stessa particella materiale dopo che essa è stata deformata nella configurazione {\displaystyle {\tilde {\mathcal {K}}}({\mathcal {B}})}. Tale proprietà di simmetria è rappresentata per materiali semplici dalla validità della relazione
{\displaystyle \mathbb {T} \left(\mathbf {F} _{t}\right)=\mathbb {T} \left(\mathbf {F} _{t}\,\mathbf {H} \right)}
dove {\displaystyle \mathbf {H} } è il gradiente della trasformazione {\displaystyle {\tilde {\mathbf {X} }}({\mathbf {X} })}. La plausibilità fisica comporta che le due configurazioni  {\displaystyle {\mathcal {K}}({\mathcal {B}})} e {\displaystyle {\tilde {\mathcal {K}}}({\mathcal {B}})}, per essere isotropiche, debbano avere uguale densità di massa, e quindi tensore gradiente unimodulare, cioè con determinante unitario in valore assoluto {\displaystyle |det(\mathbf {H} )|=1}.
L'isotropia è una proprietà legata alla scelta della configurazione di riferimento: si parla di isotropia del materiale nella configurazione data. La configurazione avente il maggior numero di trasformazioni isotropiche è detta configurazione naturale. Possibili trasformazioni isotropiche (e quindi unimodulari) sono le rotazioni, descritte da tensori ortogonali {\displaystyle \mathbf {Q} } con determinante unitario {\displaystyle det(\mathbf {Q} )=1}.
L'insieme dei tensori unimodulari che descrivono le trasformazioni isotropiche di un materiale in una data configurazione ha la struttura algebrica di gruppo rispetto alla operazione di composizione di tensori. Si parla di gruppo delle isotropie del materiale nella data configurazione. Anche l'insieme dei tensori ortogonali ha la struttura di gruppo. Si parla di materiale isotropo se il gruppo dei tensori ortogonali è un sottoinsieme del gruppo delle isotropie.

### Materiali solidi e fluidi
La nozione di isotropia (e di gruppo delle isotropie) permette di distinguere in modo matematicamente rigoroso i materiali semplici in solidi e fluidi.
Un solido semplice è un materiale per il quale il gruppo delle isotropie nella configurazione naturale è contenuto nel gruppo dei tensori ortogonali. Si parla in particolare di solido cristallino se il gruppo delle isotropie è contenuto strettamente (è un sottogruppo) dei tensori ortogonali, si parla di solido isotropo se il gruppo delle isotropie coincide con il gruppo dei tensori ortogonali: nel primo caso, la isotropia esiste non per tutte le rotazioni possibili della particella ma per un numero ridotto di esse; nel secondo caso l'isotropia esiste per tutte le rotazioni possibili della particella. In conclusione, la sostanza reale riferite come solido ha configurazioni privilegiate rispetto alle quali la risposta materiale è differente.
La nozione fisica di fluido è abbastanza vaga ma interpreta l'idea che il fluido non altera la sua risposta materiale dopo una deformazione arbitraria che ne conserva la densità, cioè la risposta è identica a partire da qualsiasi configurazione di riferimento. Sulla base della nozione di gruppo delle isotropie, tale idea è rappresentata in modo rigoroso dicendo che un fluido semplice è un materiale semplice per il quale il gruppo delle isotropie nella configurazione naturale coincide con l'insieme dei tensori unimodulari. Poiché il gruppo dei tensori ortogonali è sicuramente un sottoinsieme del gruppo dei tensori unimodulari, dalla definizione data ne consegue che un fluido semplice è sicuramente isotropo.

## Materiali elastici e iperelastici
Una classe molto importante di materiali semplici sono i materiali elastici, per i quali in ogni punto del continuo lo stato di tensione nella configurazione attuale è determinato solamente dallo stato di deformazione di tale configurazione e non da tutta la storia passata della deformazione subita. Per tali materiali il legame costitutivo è pertanto riconducibile alla forma
{\displaystyle \mathbf {T} (\mathbf {x} ,t)=\mathbb {T} \left(\mathbf {F} \right)}
o alle forme ridotte
{\displaystyle \mathbf {T} (\mathbf {x} ,t)=\mathbf {R} (t)\;\mathbb {T} \left(\mathbf {U} \right)\;\mathbf {R} ^{t}(t)}
{\displaystyle {\tilde {\mathbf {T} }}(\mathbf {X} ,t)={\tilde {\mathbb {T} }}\left(\mathbf {E} \right)}
dove {\displaystyle \left(\mathbf {F} ,\mathbf {U} ,\mathbf {E} \right)} sono i valori riferiti alla configurazione attuale dei tensori descrittori della deformazione (il gradiente della deformazione, il tensore destro della deformazione e il tensore di Green). Tale caratterizzazione dei materiali elastici è associata alla proprietà di reversibilità della risposta materiale in termini di stato tensionale, nel senso che, al venir meno dello stato di deformazione, lo stato tensionale ritorna alla condizione iniziale (e viceversa, cioè al venire della causa sollecitante, il materiale ritorni nella configurazione geometrica iniziale): si parla di elasticità di Cauchy.
Una particolare categoria di materiali elastici sono i cosiddetti materiali iperelastici, per i quali è reversibile non solo lo stato di sollecitazione e deformazione, ma anche il lavoro di deformazione, cioè il lavoro compiuto dai carichi esterni per deformare il corpo: si parla in tal caso di elasticità di Green. Si dimostra che un materiale è iperelastico se la relativa potenza dello stato tensionale
{\displaystyle W({\mathcal {P}},t)=\int _{{\mathcal {K}}({\mathcal {P}})}\,{\tilde {\mathbf {T} }}\cdot ({\tfrac {d}{dt}}{\mathbf {E} })\,dV}
è un differenziale esatto, cioè se esiste un funzionale del solo stato di deformazione attuale {\displaystyle \phi ({\mathbf {E} })} tale che il relativo gradiente sia rappresentativo dello stato di sollecitazione, cioè valga la seguente relazione
{\displaystyle {\tilde {\mathbf {T} }}={\frac {\partial \phi }{\partial {\mathbf {E} }}}}
in termini rispettivamente del secondo tensore di Piola-Kirchhoff {\displaystyle {\tilde {\mathbf {T} }}} e del duale tensore della deformazione di Green {\displaystyle {\mathbf {E} }}. Per i materiale iperelastici vale pertanto la relazione
{\displaystyle W({\mathcal {P}},t)={\tfrac {d}{dt}}\int _{{\mathcal {K}}({\mathcal {P}})}\,\phi ({\mathbf {E} })\,dV}
cioè la potenza dello stato tensionale è la derivata temporale di una quantità
{\displaystyle \Phi =\int _{{\mathcal {K}}({\mathcal {P}})}\,\phi ({\mathbf {E} })\,dV}
detta energia di deformazione, che è una misura dell'energia (cioè della capacità di compiere lavoro) accumulata da corpo in conseguenza della deformazione subita. Il funzionale {\displaystyle \phi ({\mathbf {E} })} assume quindi il significato di densità di energia di deformazione per unità di volume. In un più generale contesto termodinamico, esso si dimostra essere strettamente correlato con la misura dell'energia interna in un processo adiabatico, e dell'energia libera in un processo isotermico.

### Iperelasticità isotropa
Per materiali isotropi, l'energia di deformazione deve essere una funzione isotropa di {\displaystyle {\boldsymbol {E}}}.  Ciò comporta che l'energia di deformazione deve dipendere solo dagli invarianti del tensore {\displaystyle {\boldsymbol {E}}} che sono così definiti (tr e det indicano rispettivamente la traccia e il determinante di un tensore) 
{\displaystyle {\begin{aligned}I_{\boldsymbol {C}}=I_{1}&={\mbox{tr}}\,{\mathbf {E} }\\II_{\boldsymbol {C}}=I_{2}&={\frac {1}{2}}\left(({\mbox{tr}}\,{\mathbf {E} })^{2}-{\mbox{tr}}\,({\mathbf {E} }^{2})\right)\\III_{\boldsymbol {C}}=I_{3}&={\mbox{det}}\,{\mathbf {E} }\end{aligned}}}
In altre parole,
{\displaystyle \phi ({\boldsymbol {E}})\equiv \phi (I_{1},I_{2},I_{3})}
Dalla regola della catena, 
{\displaystyle {\cfrac {\partial \psi }{\partial {\boldsymbol {E}}}}={\cfrac {\partial \psi }{\partial I_{1}}}~{\cfrac {\partial I_{1}}{\partial {\boldsymbol {E}}}}+{\cfrac {\partial \psi }{\partial I_{2}}}~{\cfrac {\partial I_{2}}{\partial {\boldsymbol {E}}}}+{\cfrac {\partial \psi }{\partial I_{3}}}~{\cfrac {\partial I_{3}}{\partial {\boldsymbol {E}}}}=a_{0}~{\boldsymbol {\mathit {1}}}+a_{1}~{\boldsymbol {E}}+a_{2}~{\boldsymbol {E}}^{-1}}
e dimostrando dal teorema di Hamilton-Cayley che 
{\displaystyle {\boldsymbol {E}}^{-1}\equiv f({\boldsymbol {E}}^{2},{\boldsymbol {E}},{\boldsymbol {\mathit {1}}})}
si può infine scrivere
{\displaystyle {\cfrac {\partial \phi }{\partial {\boldsymbol {E}}}}=b_{0}~{\boldsymbol {\mathit {1}}}+b_{1}~{\boldsymbol {E}}+b_{2}~{\boldsymbol {E}}^{2}}
Pertanto, le relazioni costitutivi per un materiale iperelastico ed isotropo possono essere rappresentate in generale nella forma
{\displaystyle {\tilde {\mathbf {T} }}=b_{0}(I_{1},I_{2},I_{3})~{\boldsymbol {\mathit {1}}}+b_{1}(I_{1},I_{2},I_{3})~{\boldsymbol {E}}+b_{2}(I_{1},I_{2},I_{3})~{\boldsymbol {E}}^{2}}
La più semplice relazione costitutiva che soddisfa i requisiti di iperelasticita ed isotropia è quella lineare (materiali di S.Venant-Kirchhoff)
{\displaystyle {\tilde {\mathbf {T} }}=\eta ~{\text{tr}}({\boldsymbol {E}})~{\boldsymbol {\mathit {1}}}+2~\mu ~{\boldsymbol {E}}}
dove {\displaystyle \eta } e {\displaystyle \mu } sono costanti elastiche del particolare materiale da determinare sperimentalmente. Comunque, tale relazione lineare è fisicamente possibile solo per piccole deformazioni.

### Materiali elastico-lineari (legge di Hooke generalizzata)
Una particolare classe di materiali elastici, di forte interesse ingegneristico, sono i materiali elastici-lineari, rappresentati cioè da una relazione costitutiva lineare tra il tensore della tensione e della deformazione.
L'esperienza mostra tuttavia che il legame lineare è valido solo se le deformazioni subite dal corpo sono piccole, cioè corrispondenti all'ipotesi di deformazioni infinitesime della teoria dei piccoli spostamenti. In tale contesto lo stato di deformazione è descritto dal tensore della deformazione infinitesima (la parte simmetrica del gradiente del campo di spostamenti)
{\displaystyle {\boldsymbol {\varepsilon }}={\frac {1}{2}}\left({\boldsymbol {\nabla }}{\mathbf {u} }+{\boldsymbol {\nabla }}{\mathbf {u} }^{t}\right)}
Inoltre, nell'ipotesi di piccoli spostamenti, è lecito confondere, ai fini della scrittura delle relazioni di equilibrio, la configurazione iniziale indeformata con la configurazione corrente deformata: i tensori nominali di tensione e il tensore di Cauchy coincidono ed è solito far uso del simbolo {\displaystyle {\boldsymbol {\sigma }}} per indicare il tensore delle tensioni.
Pertanto per un materiale elastico-lineare le relazioni costitutive sono rappresentate dalla legge di Hooke:
{\displaystyle {\boldsymbol {\sigma }}=\mathbb {C} \,{\boldsymbol {\varepsilon }}}
dove {\displaystyle \mathbb {C} } è un tensore del quarto ordine detto tensore di elasticità a 36 coefficienti scalari indipendenti.
Infine, nel caso di materiale elasto-lineare ed isotropo, il legame costitutivo è ricondotto alla rappresentazione
{\displaystyle {\boldsymbol {\sigma }}=\eta ~{\text{tr}}({\boldsymbol {\varepsilon }})~{\boldsymbol {\mathit {1}}}+2~\mu ~{\boldsymbol {\varepsilon }}}
in termini di due soli parametri scalari elastici {\displaystyle (\eta ,\mu )} detti costanti di Lamé. In tale caso è facile ottenere l'espressione inversa del legame costitutivo:
{\displaystyle {\boldsymbol {\varepsilon }}={\frac {1}{2\mu }}\,{\boldsymbol {\sigma }}-{\frac {\eta }{2\mu (3\eta +2\mu )}}~{\text{tr}}({\boldsymbol {\sigma }})~{\boldsymbol {\mathit {1}}}}
più usualmente espressa nella forma che risale a Navier nel modulo di Young e nel modulo di Poisson:
{\displaystyle {\boldsymbol {\varepsilon }}={\frac {1+\nu }{E}}\,{\boldsymbol {\sigma }}-{\frac {\nu }{E}}~{\text{tr}}({\boldsymbol {\sigma }})~{\boldsymbol {\mathit {1}}}}

## Fluidi di Stokes e fluidi newtoniani
Si dimostra che per i fluidi, e solo per i fluidi, è possibile rappresentare il legame costitutivo nella forma
{\displaystyle \mathbf {T} (\mathbf {x} ,t)=\mathbb {T} \left(\mathbf {U} _{t},\rho \right)}
in termini di quantità {\displaystyle \left(\mathbf {U} _{t},\rho \right)} riferite alla sola configurazione attuale. Un modello di fluido particolarmente semplice è quello dei fluidi di Stokes, per i quali il legame costitutivo si particolarizza nel
{\displaystyle \mathbf {T} (\mathbf {x} ,t)=\mathbb {T} \left(\mathbf {D} ,\rho \right)}
cioè la dipendenza dalla storia del tensore destro della deformazione nella configurazione attuale si particolarizza nella sola conoscenza del tensore velocità di deformazione {\displaystyle \mathbf {D} }.
Tali legami rivestono un notevole interesse tecnico dal momento che molti fluidi reali, nelle condizioni di moto che interessano le applicazioni, possono essere descritti secondo tale modello. Si dimostra che, per i fluidi di Stokes, il legame può ancora essere rappresentato nella forma ristretta
{\displaystyle \mathbf {T} (\mathbf {x} ,t)=-p(\rho )\,\mathbf {I} +\mathbf {T} _{d}\left(\mathbf {D} ,\rho \right)}
somma di un termine sferico legato al valore della pressione idrostatica funzione della sola densità e di un termine {\displaystyle \mathbf {T} _{d}} detto parte viscosa o dissipativa del tensore delle tensioni, l'unico legato al tensore velocità di deformazione.
Nell'ambito dei fluidi di Stokes, una classe di materiali particolarmente importante per le applicazioni tecniche sono i fluidi newtoniani, caratterizzati dal fatto che il tensore delle tensioni dipenda linearmente dal tensore velocità di deformazione. Si dimostra che, per la isotropia dei fluidi, i fluidi newtoniani hanno la seguente rappresentazione del legame costitutivo
{\displaystyle \mathbf {T} (\mathbf {x} ,t)=\left(-p(\rho )+\eta _{v}(\rho )\,tr(\mathbf {D} )\right)\,\mathbf {I} +2\mu _{v}(\rho )\,\mathbf {D} }
dove i due scalari {\displaystyle \left(\eta _{v},\mu _{v}\right)} sono in generale funzione della densità {\displaystyle \rho } (oltre che del punto, nel caso di materiali non omogenei) e prendono il nome di coefficienti di viscosità.
Una espressione alternativa del legame costitutivo per fluidi newtoniani è ottenibile decomponendo i due tensori {\displaystyle \left(\mathbf {T} ,\mathbf {D} \right)} nella relativa parte sferica e deviatorica:
{\displaystyle \mathbf {T} =-{\bar {p}}\,\mathbf {I} +\mathbf {T} _{D}\;\;,\;\;\mathbf {D} =tr(\mathbf {D} )\,\mathbf {I} +\mathbf {D} _{D}}
Ne derivano le relazioni equivalenti
{\displaystyle \pi ={\bar {p}}+K_{v}\,tr(\mathbf {D} )\;\;,\;\;\mathbf {T} _{D}=\mu _{v}\,\mathbf {D} _{D}}
dove {\displaystyle {\bar {p}}=-{\tfrac {1}{3}}\,tr(\mathbf {T} )} è la pressione media e {\displaystyle K_{v}=\eta _{v}+{\tfrac {2}{3}}\mu _{v}} è il coefficiente di viscosità volumetrica del fluido.
In particolare da tale ultima relazione risulta che la pressione dinamica {\displaystyle \pi } coincide con la pressione media {\displaystyle {\bar {p}}} sia nella condizione {\displaystyle K_{v}=0}, ben verificata nel caso di gas rarefatti, sia nella condizione {\displaystyle tr(\mathbf {D} )=0}. Quest'ultima condizione è soddisfatta nello stato di quiete o nel caso di moti isocorici, cioè che non comportino variazione di volume. Tale condizione è pertanto verificata nel caso di fluidi incompressibili, per i quali la pressione media rappresenta anche il valore della pressione indeterminata, legata al vincolo cinematico di incomprimibilità.
Il modello di fluido newtoniano fornisce un'adeguata descrizione del comportamento di molti fluidi reali, come per esempio l'acqua, nelle condizioni di moto laminare, ma conduce a risultati discordi dalla realtà nel caso di moto turbolento.

### Fluidi elastici e fluidi perfetti
I fluidi elastici sono fluidi caratterizzati da 
- sforzo di tipo sferico {\displaystyle \mathbf {T} =-p\,\mathbf {I} } (legge di Pascal)
- pressione funzione della sola densità {\displaystyle p(\rho )}

Essi sono pertanto una particolare classe dei fluidi inviscidi, cioè per i quali sono nulli i coefficienti di viscosità {\displaystyle \left(\eta _{v},\mu _{v}\right)}. In particolare un fluido elastico ed incompressibile è detto fluido perfetto o ideale.

## Altri legami costitutivi
```

```

- Materiali elasto-plastici
- Materiali visco-elastici
- Materiali visco-plastici
- Materiali fragili e softening